# David Baker (compositore)
David Nathaniel Baker (Indianapolis, 21 dicembre 1931 – Bloomington, 26 marzo 2016) è stato un musicista, direttore d'orchestra, docente e compositore jazz statunitense, nonché professore di studi jazz presso l'Indiana University Jacobs School of Music. Baker è meglio conosciuto come educatore e fondatore del programma di studi di jazz. Dal 1991 al 2012 è stato direttore d'orchestra e direttore artistico e musicale della Smithsonian Jazz Masterworks Orchestra. Ha al suo attivo oltre 65 registrazioni, 70 libri e 400 articoli.
Ha ricevuto la James Smithson Medal dallo Smithsonian Institution, un American Jazz Masters Award, un National Association of Jazz Educators Hall of Fame Award, un Sagamore of the Wabash award e un Governor's Arts Award dallo Stato dell'Indiana. Baker ha anche ricoperto posizioni di comando in diverse associazioni artistiche e musicali. La Indiana Historical Society battezzò Baker una Leggenda Vivente dell'Indiana nel 2001. Il John F. Kennedy Center for the Performing Arts lo nominò Leggenda Vivente del Jazz nel 2007.

## Biografia
David Nathaniel Baker Jr. nacque a Indianapolis, Indiana, il 21 dicembre 1931, da Patress Lasley Baker e David N. Baker Sr., un corriere postale. Tra i suoi fratelli c'erano due sorelle, Shirley e Clela e un fratello, Archie.
Baker frequentò le scuole pubbliche di Indianapolis e si diplomò alla Crispus Attucks High School, una scuola pubblica segregata per studenti afroamericani. Continuò la sua formazione presso l'Università dell'Indiana, a Bloomington, dove conseguì una laurea in educazione musicale nel 1953 e un master in educazione musicale nel 1954. Baker ha anche studiato con J. J. Johnson, János Starker e George Russell, tra gli altri ed ha frequentato la Lenox School of Jazz di Lenox, Massachusetts, nel 1959-60 con una borsa di studio.

## Matrimonio e famiglia
Baker se ne andò dal Missouri, dove aveva iniziato a lavorare come professore universitario nel 1955, a Chicago, nell'Illinois, per sposare Eugenia ("Jeanne") Marie Jones. Baker e Jeanne ebbero una figlia, April. Il matrimonio si concluse con il divorzio. Baker aveva una nipote, Kirsten e un pronipote, Dylan. Il secondo matrimonio di Baker fu con la flautista Lida Belt.

## Carriera
Formatosi come educatore musicale e trombonista, Baker trascorse la prima parte della sua carriera negli anni '40 e '50 come musicista jazz, esibendosi e registrando negli Stati Uniti e in Europa. Una ferita sul viso subita in un incidente automobilistico nel 1953 pose fine alla sua carriera di trombonista, ma Baker passò al violoncello e rivolse la sua attenzione all'insegnamento e alla composizione musicale. Nel 1966 entrò nella facoltà di musica dell'Università dell'Indiana a Bloomington, dove stabilì il programma di studi di jazz della scuola. In seguito fu nominato professore di spicco della UI e presidente del dipartimento di studi di jazz dell'Università della Jacobs School of Music. Inoltre diventò uno dei condirettori musicali della Smithsonian Jazz Masterworks Orchestra nel 1991. Ha composto musica, principalmente su commissione e ha scritto centinaia di opere accademiche legate alla musica. È stato attivo in numerose organizzazioni di arti musicali.

### Gli inizi
Baker aspirava a diventare un trombonista professionista in un'orchestra sinfonica; tuttavia, la discriminazione razziale lo portò ad una carriera come musicista jazz e educatore musicale. Dopo essersi laureato in Indiana nel 1954, iniziò a insegnare alla Lincoln University di Jefferson City, Missouri, nel 1955. La Lincoln, un'istituzione storicamente nera, aveva recentemente iniziato ad ammettere studenti bianchi per diversificare il proprio corpo studentesco; tuttavia Baker dovette dimettersi dalla sua posizione di insegnante dopo aver sposato Eugenia ("Jeanne") Marie Jones, una cantante d'opera bianca, a causa delle leggi contro l'incrocio di razze in vigore nel Missouri. Uno dei suoi studenti alla Lincoln era il compositore John Elwood Price. Baker tornò in Indiana, teneva lezioni private di musica a Indianapolis e si è esibiva in gruppi locali. Non riprese la sua carriera di insegnante accademico fino al 1966.

### Esecutore
Poiché i musicisti afroamericani trovavano più facile lavorare nei jazz club locali, Baker iniziò a esibirsi come trombonista a Indianapolis durante il liceo e il college. Suonò nei club lungo Indiana Avenue, il cuore della scena jazz della città tra la fine degli anni '40 e l'inizio degli anni '50, con Jimmy Coe, Slide Hampton, J. J. Johnson e Wes Montgomery. Fu mentore di Freddie Hubbard e Larry Ridley. In seguito ha riconosciuto alla famiglia Hampton, in particolare il celebre trombonista jazz Slide Hampton, di averlo seguito nei suoi primi anni. Gli Hamptons permettevano a lui e ad altri musicisti locali di provare con la band jazz della loro famiglia nella loro casa di Indianapolis.
Durante gli anni '50 Baker suonò in diverse grandi band, compresa l'orchestra di Lionel Hampton. Dopo essersi trasferito in California nel 1956 suonò con le orchestre jazz della West Coast di Stan Kenton e Maynard Ferguson prima di tornare a Indianapolis per dirigere la sua jazz band per due anni. Si è esibito in club negli Stati Uniti, tra cui il Five Spot Café di New York City con George Russell alla fine degli anni '50. Nel 1960 girò l'Europa come membro della band di Quincy Jones. Si esibì anche in Canada, Giappone, Australia e Nuova Zelanda durante i suoi oltre sessant'anni di carriera.
Baker abbandonò il trombone dopo un incidente d'auto nel 1953, per una ferita alla mascella, ma iniziò a imparare a suonare il violoncello nei primi anni '60. Sebbene abbia suonato il trombone nell'album Ezz-thetics (1961) del George Russell Sextet, dopo aver subito l'infortunio, Baker passò al violoncello per l'album di Charles Tyler, Eastern Man Alone (1967). Baker poté anche suonare il trombone con l'orchestra di Russell in Living Time (1972), una collaborazione con Bill Evans, prima che l'infortunio alla mascella lo portasse a rinunciare al trombone e si concentrasse sull'insegnamento e la composizione.
Baker è accreditato su sessantacinque registrazioni, incluse le esibizioni su due degli album di Russell, Stratusphunk (1960) e The Stratus Seekers (1962). A partire dagli anni '90 si è esibito con la sua seconda moglie, Lida Belt Baker, una flautista di formazione classica.

### Educatore musicale ed autore
Sebbene abbia iniziato come interprete di trombone e violoncello, Baker è meglio conosciuto per la sua carriera cinquantennale come professore di musica jazz e per le sue opere e composizioni musicali pubblicate. Poiché il suo infortunio facciale del 1953 abbia in gran parte segnato la fine della sua carriera come interprete, tornò nella sua patria Indiana ed iniziò un periodo di crescente interesse per la composizione musicale e la pedagogia.
Nel 1966 iniziò a insegnare presso la Jacobs School of Music dell'Università dell'Indiana, dove istituì un programma di studi di jazz. Era il secondo membro della facoltà afroamericana della scuola di musica e il suo unico istruttore di studio del jazz per i suoi primi dieci anni a scuola. Il programma di studi di jazz fu approvato come programma di laurea nel 1968, un'epoca in cui solo una dozzina di università americane insegnavano il jazz come disciplina accademica.
Baker divenne infine un Distinguished Professor of Music dell'IU, in qualità di presidente del dipartimento degli studi di jazz dal 1968 al 2013 e come professore a contratto nel dipartimento di studi afroamericani e africani della Diaspora. Il suo lavoro di educatore ha contribuito a rendere l'IU una scuola molto apprezzata per gli studenti di jazz. Tra i suoi studenti c'erano Michael Brecker, Randy Brecker, Peter Erskine, Jim Beard, Chris Botti, Shawn Pelton, Jeff Hamilton e Jamey Aebersold.
Baker fu tra i primi a codificare la tradizione del jazz, che era in gran parte a orecchio. È accreditato di aver scritto 70 libri, tra cui diversi sul jazz, come Jazz Styles & Analysis –Trombone: A History of the Jazz Trombone Via Recorded Solos (1973), Jazz Improvisation (1988) e David Baker's Jazz Pedagogy (1989). È anche accreditato di aver scritto 400 articoli.

### Compositore
Le composizioni di Baker sono spesso citate come esempi di Third Stream Jazz, sebbene includessero il jazz tradizionale, musica da camera, sonate, colonne sonore e opere sinfoniche. È accreditato di aver scritto più di 2000 composizioni, incluso il suo concerto Levels (1973) che ricevette una nomination al Pulitzer e la colonna sonora del film documentario della PBS For Gold and Glory (2003), che gli è valso un Emmy Award.
La composizione più nota di Baker, che ha anche ricevuto un'attenzione significativa da parte dei media, è stata Concertino for Cell Phones and Orchestra, una commissione della Chicago Sinfonetta. Fu eseguito in anteprima a Chicago, nell'Illinois, nell'ottobre 2006, con una prima europea alla Dvorak Hall, Praga, Repubblica Ceca. Le altre composizioni di Baker includono un omaggio a Martin Luther King Jr. nel 1968, un concerto per violino per Josef Gingold, un concerto per flauto per James Pellerite, così come Cello Concerto (1975), che dedicò al violoncellista János Starker e Ode to Starker (1999).
Ha ricevuto oltre 500 commissioni da singoli e gruppi, incluse composizioni che ha scritto per Gingold, Starker, Ruggerio Ricci, Harvey Phillips, il trombettista David Coleman, la New York Philharmonic, la Saint Paul Chamber Orchestra, il Beaux Arts Trio, il Fisk Jubilee Cantanti e Audubon String Quartet, oltre alla Louisville Symphony, Ohio Chamber Orchestra e International Horn Society. Altri gruppi musicali hanno registrato le sue composizioni. L'album della Buselli-Wallarab Jazz Orchestra Basically Baker (2005) include interpretazioni delle sue composizioni, molte delle quali scritte per orchestre jazz e gruppi.

## Ultimi anni
Nel 1991 oltre al suo lavoro all'IU, Baker e Gunther Schuller divennero i direttori artistici e musicali della Smithsonian Jazz Masterworks Orchestra, fondata nel 1990. Cinque anni dopo Baker divenne il suo unico direttore artistico e musicale. Concluse il suo periodo con l'orchestra nel 2012 come maestro emerito. Tra le notevoli esibizioni dell'orchestra sotto la guida di Baker ci fu un concerto in Egitto nel 2008, quando si esibì al Teatro dell'Opera del Cairo, all'Alexandra Opera House e alle Piramidi.

## Morte ed eredità
Baker morì il 26 marzo 2016, all'età di ottantaquattro anni a Bloomington per complicazioni dovute al morbo di Parkinson e alla demenza di Lewy.
Negli anni '60 introdusse lo studio del jazz come disciplina accademica presso l'Indiana University. Fu accettato come un programma di laurea accademica nel 1968, rendendolo uno dei primi ad essere istituito in una università americana. Oltre a presiedere il dipartimento di Studi di Jazz di IU dal 1968 al 2013, fu direttore musicale e artistico della Smithsonian Jazz Masterworks Orchestra dal 1991 al 2012. In questi ruoli diventò un leader e mentore della prossima generazione di musicisti jazz. La sua gamma di interessi si riflette nelle decine di libri e centinaia di articoli che ha scritto, così come nelle centinaia di composizioni musicali, tra cui molte che George Russell ha definito "musica soul del XXI secolo".

## Premi e riconoscimenti
- Down Beat magazine: a New Star Award for trombonists (1962), a Lifetime Achievement Award, and as the third inductee to its Jazz Education Hall of Fame (1994)[4]
- Pulitzer Prize nominee for his composition "Levels" in 1973[5]
- Grammy Award nominee in 1979[8]
- Recipient of the National Association of Jazz Educators Hall of Fame Award (1981)[19]
- Indiana University's President's Award for Distinguished Teaching (1986) and the President's Medal for Excellence (2102)[1]
- Arts Midwest Jazz Masters Award (1990)[19]
- Governor's Arts Award from the State of Indiana (1991)[19]
- National Endowment for the Arts American Jazz Masters Award (2000)[2]
- Indiana Historical Society named him an Indiana Living Legend (2001)[1]
- Recipient of the James Smithson Medal (2002) from the Smithsonian Institution[1]
- Recipient of an Emmy Award for his musical score for the PBS documentary film, For Gold and Glory (2003)[1]
- John F. Kennedy Center for the Performing Arts named him a Living Jazz Legend (2007)[7]
- Sagamore of the Wabash award (2011) from the State of Indiana[1]
- Sachmo Award (2014) from the Louis Armstrong Educational Foundation[1]
- Black History Month Living Legend Award (2015), City of Bloomington, Indiana[19]
- In 2015 the Indiana University Jacobs School of Music, with support from the BMI Foundation, established the David N. Baker Jazz Composition Scholarship, which is awarded annually to IU students in Baker's honor.[11]
- Honorary doctorate degrees from Wabash College, Oberlin College (2004), and New England Conservatory of Music (2006)[20]

## Appartenenze
- Former Member, National Council on the Arts[5]
- Former Board member, American Symphony Orchestra League[4]
- Former Board member, Arts Midwest[19]
- Former Board member, Afro-American Bicentennial Hall of Fame/Museum[19]
- Past chairperson, Jazz Advisory Panel to the Kennedy Center[4]
- Former chairperson, Jazz/Folk/Ethnic Panel of the National Endowment for the Arts[4]
- Past president and vice president, International Association for Jazz Education[5]
- Founding president, National Jazz Service Organization[4]
- Senior music consultant for the Smithsonian Institution[2]
- Conductor and musical and artistic director, Smithsonian Jazz Masterworks Orchestra, from 1991 to 2012[1]

## Discografia selezionata
- Steppin' Out (Liscio, 1998)[5]
- How to Learn Tunes (2000)

Con John Lewis
- The Golden Striker (Atlantic, 1960)

Con George Russell
- Jazz in the Space Age (Decca, 1960)
- George Russell Sextet at the Five Spot (Decca, 1960)
- Stratusphunk (Riverside Records, 1960)[5]
- George Russell Sextet in K.C. (Decca, 1961)
- Ezz-thetics (Riverside, 1961)[5]
- The Stratus Seekers (Riverside, 1962)[5]

Con Charles Tyler
- Eastern Man Alone (1967)

## Opere pubblicate selezionate
Baker wrote more than sixty books, including:
- Jazz Styles & Analysis –Trombone: A History of the Jazz Trombone via Recorded Solos (1973)
- Jazz Improvisation (1988)[15]
- David Baker's Jazz Pedagogy (1989)[7]

He is also credited with authoring 400 articles.

## Composizioni selezionate

### Orchestra
- Alabama Landscape (1990)
- Alto Saxophone Concerto (1989)
- Concert Piece for Trombone and String Orchestra (1991)
- Concertino for Cellular Phones (2006)
- Concerto for Trumpet, String Orchestra, and Jazz Band (1987)
- Concerto for Two Pianos, Jazz Band, Strings, and Percussion (1976)
- Concertpiece for Viola and Orchestra (1989)
- Homage: Bartok, Bird, Duke (1988)
- Images of Childhood (1990)
- Jazz Suite for Clarinet and Orchestra: Three Ethnic Dances (1993)
- Life Cycles (1988)
- Parallel Planes (1992)
- Piece for Brass Quintet and Orchestra (1988)
- Refractions (1998)
- Shades of Blue (1993)
- Suite from The Masque of the Red Death Ballet (2002)

### Jazz Band
- An Evening Thought (1978)
- Concerto for Cello and Jazz Band (1987)
- Concerto for Violin and Jazz Band (1969)
- Honesty (1961)
- Soft Summer Rain (1977)

### Voce
- Give and Take for soprano and chamber ensemble (1975)
- Some Not So Plain Old Blues for Voice and Violin Soli with Mixed Sextet (1989)
- Through this Vale of Tears: In Memoriam: Martin Luther King, Jr. for Tenor or Soprano and Piano Quintet (1986)
- Witness: Six Original Compositions in Spiritual Style for Baritone and Double Bass (1990)

### Strumento solista / musica da camera
- Blues (Deliver My Soul) for violin and piano (1991)
- Clarinet Sonata (1990)
- Concertpiece for Viola, Piano (1989)
- Contrasts for Piano Trio (1976)
- Duo for Clarinet and Cello (1988)
- Ethnic Variations on a Theme of Paganini for Violin, Piano (1982)
- Faces of the Blues for solo alto sax and satb sax quartet (1988)
- Five Short Pieces for Solo Piano (1970)
- Flute Sonata (1989)
- Impressions for 2 Cello (1988)
- Inspiration for Flute, Piano (1987)
- Jazz Dance Suite for Solo Piano (1989)
- Jazz Suite for Violin, Piano (1979)
- Piano Sonata No. 1 (1968)
- Piece for Solo Tuba/ Tuba Quartet (1990)
- Reflections on a Summer's Day for 8 Celli (1986)
- Roots II for Violin, Cello, Piano (1992)
- Singers of Songs, Weavers of Dreams for Cello and Percussion (1981)
- Six Poemes Noir for Flute, Piano (1981)
- Sonata for Solo Cello (1990)
- Sonata for Tuba & String Quartet (unspec.)
- Suite for Unaccompanied Violin (1981)
- Summer Memories for string quartet (1988)
- Theme and Variations for Woodwind Quintet (1971)
- Violin Sonata (1991)
- Woodwind Quintet No. 1 (1971)
- Woodwind Quintet: From "The Black Frontier" (1971)